# 정간용
정간용(鄭幹鎔, 1922년 5월 9일~2003년 8월 30일)은 대한민국의 정치인이다. 제7·8대 국회의원을 지냈다.

## 학력
- 전남 완도군 약산 초등학교
- 일본 경도 평안중학교 졸업
- 동경 일본대학교 법과 졸업

## 경력
- 전남 서중 교사
- 전남 완도군 수산고등학교 교감
- 민주공화당 완도지구당 사무국장
- 민주공화당 전남지구 조직부장

## 역대 선거 결과
|  | 33.19% |

|  | 56.74% |

|  | 27.54% |